# Stanisław Peczenkin
Stanisław Wjaczesławycz Peczenkin, ukr. Станіслав В'ячеславович Печенкін (ur. 2 marca 1988) – ukraiński piłkarz, grający na pozycji pomocnika.

## Kariera piłkarska

### Kariera klubowa
Wychowanek UOR Symferopol, barwy którego bronił w juniorskich mistrzostwach Ukrainy (DJuFL). 8 czerwca 2007 rozpoczął karierę piłkarską w drużynie Krymtepłycia Mołodiżne. W czerwcu 2011 został piłkarzem klubu Howerła-Zakarpattia Użhorod, w barwach której 14 lipca 2012 debiutował w Premier-lidze. 24 lipca 2013 przeszedł do Awanhardu Kramatorsk.

### Kariera reprezentacyjna
W 2007 bronił barw juniorskiej reprezentacji Ukrainy U-19.

## Sukcesy i odznaczenia

### Sukcesy klubowe
- mistrz Pierwszej Lihi Ukrainy: 2012